# Календар виборів 2025
Цей національний виборчий календар на 2025 рік включає перелік прямих національних / федеральних виборів, які мають бути проведені 2025 року у всіх суверенних державах та залежних від них територіях. Також до списку включені національні референдуми. Конкретні дати вказані там, де вони відомі.

## Розклад
=== Січень ===